# Turbo (label)
Pour les articles homonymes, voir Turbo.
Turbo est un label canadien de musique électronique créé en 1998 par Mark Dillon et Tiga.

## Historique
Turbo est créé en 1998, à Montréal, par Mark Dillon et Tiga. À ses débuts, il fait la part belle à la scène locale au travers de DJ mixes édités sous forme de CD. 
La première sortie non canadienne de Turbo arrive cependant dès 1999, avec le Stockholm Mix Sessions de Jesper Dahlbäck.
En 2002, Turbo lance la carrière du duo Chromeo en sortant son premier maxi sur sa filiale Fabergé records, You're So Gangsta, puis d'autres entre 2003  et 2001, sur l'entité principale, ainsi qu'une compilation mixée, LeMix, en 2004.
En 2011, le label fonde une sous-entité nommée Twin Turbo.
Le label signe Charlotte de Witte en 2015.

## Positionnement et accueil critique
Dès le début des années 2000, Turbo est considéré comme un des fleurons canadiens de la musique électronique,, notamment en raison du fait que le label se situe à l'époque parmi les porte-étendards de l'electroclash, genre qu'il a largement contribué à populariser au travers de Sunglasses at Night de Tiga et Zyntherius, sorti à quelques mois d'intervalle sur International Deejay Gigolo puis Turbo en 2001 et vendu à plus de 200 000 exemplaires dans le monde.
En 2005, les lecteurs du magazine spécialisé allemand Groove placent Turbo à la 8e place des meilleurs labels de musique électronique[réf. nécessaire].

## Discographie

### Albums
- Chromeo - She's In Control (2004)
- Tiga - Sexor (2006)
- Chromeo - Business Casual (2010)
- Sei A - White Rainbow (2010)
- Renaissance Man - The Renaissance Man Project (2011)
- ZZT - Partys Over Earth (2011)
- ZZT - Partys Over Earth Remixies (2012)
- Proxy - Music From The Eastblock Jungles Pt. 1 (2012)
- Zombie Nation - RGB (2012)
- Crowdpleaser - Crowdpleaser (2013)

### Maxis
'